# Atraphaxis billardieri
Espèce
Classification APG III (2009)
Atraphaxis billardieri est une espèce de plantes à fleurs buissonnante du genre Atraphaxis appartenant à la famille des Polygonaceae qui est originaire de Grèce et de Crète, ainsi que de Syrie et de l'Anti-Liban.

## Taxonomie
Atraphaxis billardieri a été étudiée en 1844 par le comte Jaubert et Édouard Spach dans Ill. Pl. Orient. 2: 14 1844. Elle a été nommée en l'honneur du botaniste français La Billardière (1855-1834).
Synonymes
- Atraphaxis graeca Meisn.
- Atraphaxis variabilis Jaub. & Spach

## Description
Atraphaxis billardieri possède des feuilles oblongues ou ovales non pointues. Ses fleurs roses possèdent six à huit tépales.

## Habitat
Cette espèce se rencontre très localement sur des pentes sèches pierreuses de montagnes en Grèce et en Crète, ainsi que sur les pentes de l'Anti-Liban.